# Canon Paixhans
Le canon Paixhans, également appelé « canon à la Paixhans » ou « obusier à la Paixhans » est un canon naval conçu pour tirer des munitions explosives. Il est inventé par le général français Henri-Joseph Paixhans en 1822-1823. Il sera utilisé par les armées françaises, américaines et russe pendant la Seconde guerre de l'opium, le blocus franco-britannique du Río de la Plata, la guerre de la pâtisserie, la guerre américano-mexicaine, la guerre des Duchés, la guerre de Crimée, et la guerre de Sécession.

## Contexte
Les obus explosifs étaient déjà utilisés depuis un certain temps dans la guerre sur terre (notamment pour charger les obusiers et les mortiers), avec des tirs en cloche à des vélocités relativement basses. Les obus sont, de manière inhérente, dangereux à manipuler, et aucune solution n'avait encore été trouvée pour combiner la puissance explosive des obus avec la puissance élevée et la trajectoire plus tendue des boulets de canons.
Cependant, avant l'invention des moyens modernes de télémètrie optique, les tirs en cloche n'étaient pas adaptés au combat sur mer. Le combat naval requiert des trajectoires droites pour avoir des chances raisonnables de toucher sa cible. Ainsi, les affrontements sur mer avaient opposé, depuis des siècles, des bâtiments armés de canons utilisant des projectiles inertes, n'infligeant que des dégâts ciblés sur les coques en bois des bâtiments ennemis.

## Mécanisme
Paixhans défend le recours à des obusiers pouvant tirer selon lui des trajectoires droites dès 1822 dans son ouvrage Nouvelle force maritime et artillerie
Paixhans développe un mécanisme de retardement permettant de tirer, pour la première fois et de manière sûre, des obus avec une vitesse élevée et une trajectoire droite. Les dégâts causés par ces obus explosifs contre les coques en bois des bâtiments ennemis étaient potentiellement dévastateurs. Ces effets sont démontrés pour la première fois lors d'essais menés par Henri-Joseph Paixhans contre le Pacificateur en 1824, au cours desquels le vaisseau est coulé. Deux prototypes de canons Paixhans avaient été fondus en 1823 et 1824 pour mener à bien ces essais. Paixhans rapporte les résultats de ces essais dans un ouvrage intitulé Expériences faites sur une arme nouvelle. Les obus sont équipés à cette occasion d'un fusible provoquant automatiquement une étincelle au moment du tir. Une fois tiré, l'obus perfore la coque en bois du navire, avant d'exploser à l'intérieur quelques secondes plus tard :

« Les obus qui ont produit ces ravages très importants au " Pacificator " lors des essais menés à Brest, en 1821 et 1824, dont les résultats ont permis d'établir le système d'obus de la marine française, étaient des obus chargés, munis de fusées qui, allumées par l'explosion de la décharge du canon, ont brûlé un peu plus longtemps que la durée estimée du parcours, et qui ont alors explosé, produisant l'effet maximum que tout obus peut produire sur un navire. (The shells which produced those very extensive ravages upon the Pacificator hulk in the experiments made at Brest, in 1821 and 1824, upon the evidences of which the French naval shell system was founded, were loaded shells, having fuzes attached, which, ignited by the explosion of the discharge in the gun, continued to burn for a time somewhat greater than that of the estimated flight, and then exploded; thus producing the maximum effect which any shell is capable of producing on a ship.) »

— Sir Howard Douglas, A treatise on naval gunnery
Les premiers canons Paixhans destinés à la Marine française sont fondus en 1841. Les canons pèsent environ 10 000 livres et se révèlent précis jusqu'à une distance de 3 kilomètres. Dans les années 1840, la France, le Royaume-Uni, la Russie et les États-Unis adoptent tour à tour ce nouveau canon naval.
L'efficacité du canon dans un contexte opérationnel est démontrée pour la première fois pendant les combats à Eckernförde en 1849 pendant la guerre des Duchés, et en particulier pendant la bataille de Sinope en 1853 pendant la guerre de Crimée.

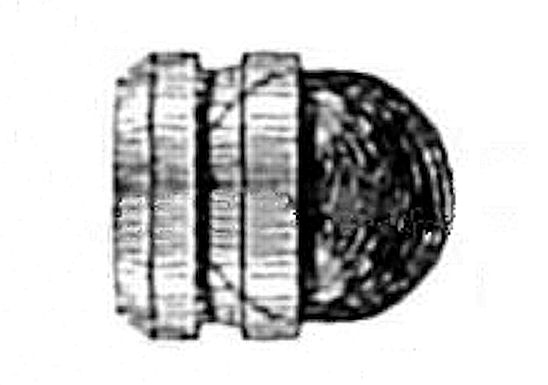
Obus Paixhans avec un sabot.

Selon la Penny Cyclopaedia (1858):

« Le général Paixhans a fait d'importantes améliorations dans la construction de l'artillerie lourde, ainsi que dans les projectiles, dans les affûts et dans l'emploi des pièces. Les canons Paixhans sont spécialement conçus pour le tir d'obus et de balles creuses, et ont été adoptés pour la première fois en France vers 1824. Des pièces d'artillerie similaires ont depuis été adoptées par les forces britanniques. Elles conviennent soit aux navires de guerre, soit aux forteresses côtières. Le premier canon Paixhans  mesurait 9 pieds 4 pouces de long (2,84 m), et pesait près de 74 quintaux avoirdupois (3 760 kg). L'alésage était de 22 centimètres (presque 8 pouces). Par une répartition judicieuse du métal, il était tellement renforcé autour de la chambre, de l’emplacement de la charge, qu'il pouvait supporter des tirs de grenaille massive pesant de 86 à 88 lbs (39-40 kg), ou de grenaille creuse pesant environ 60 lbs (27 kg). La charge variait de 10 lbs 12 oz à 18 lbs (4,9-8,2 kg) de poudre. Le général Paixhans fut l'un des premiers à recommander les projectiles cylindro-coniques, car ils ont l'avantage de présenter moins de résistance à l'air que les balles rondes, d'avoir une trajectoire plus directe et de frapper la cible avec beaucoup plus de puissance, lorsqu'ils sont tirés par une pièce de même calibre, mousquet ou canon. Comme les grands navires de guerre, en particulier les navires à trois ponts, sont des cibles faciles, même à des distances considérables, et comme leurs parois de bois sont si épaisses et solides qu'un obus projeté horizontalement ne pourrait les traverser, une explosion aurait le même effet que celui d'une mine et dépasserait de loin celui d'un obus projeté verticalement et agissant par effet de choc ou par percussion.(General Paixhans made important improvements in the construction of heavy ordnance, and also in the projectiles, in the carriages, and in the mode of working the guns. The Paixhans-guns are especially adapted for the projection of shells and hollow shot, and were first adopted in France about the year 1824. Similar pieces of ordnance have since been introduced into the British service. They are suitable either for ships of war, or for fortresses which defend coasts. The original Paixhans-gun was 9 feet 4 inches long [2.84 m], and weighed nearly 74 cwts [3,800 kg]. The bore was 22 centimetres (8 inches nearly). By judicious distribution of the metal it was so much strengthened about the chamber, or place of charge, that it could bear firing with solid shot weighing from 86 to 88 lbs [39-40 kg], or with hollow shot weighing about 60 lbs [27 kg]. The charge varied from 10 lbs. 12 oz to 18 lbs [4.9-8.2 kg] of powder. General Paixhans was one of the first to recommend cylindro-conical projectiles, as having the advantage of encountering less resistance from the air than round balls, having a more direct flight, and striking the object aimed at with much greater force, when discharged from a piece of equal calibre, whether musket or great gun. As large ships of war, particularly three-decked ships, offer a mark which can hardly be missed, even at considerable distances, and as their wooden walls are so thick and strong that a shell projected horizontally could not pass through them, an explosion taking place would produce the destructive effects of springing a mine, and far exceeding those of a shell projected vertically, and acting by concussion or percussion.) »

— Penny Cyclopedia

## Adoption du canon Paixhans

### France
En 1827, la Marine française commande cinquante gros canons sur le modèle de Paixhans auprès des arsenaux de Ruelle et d'Indret près de Nantes. Le modèle retenu, le « canon-obusier de 80 », était appelé ainsi car, avec sa bouche d'un diamètre de 22 cm, il pouvait tirer des obus de 80 livres. Le canon de 2,8 mètres de long pèse 3 600 kg et possède un calibre de 223 mm de diamètre et il tire un obus pesant 23,12 kg. La production de ce type de canon débute lentement, et leur fiabilité est testée en mer tout au long des années 1830. Il ne constituent alors qu'une faible partie de l'artillerie embarquée sur les navires de guerre français, armés progressivement de 2 à 4 canons Paixhans. Cependant, certains navires expérimentaux, plus petits et propulsés à la vapeur, sont dans le même temps armés du canon-obusier de 150, d'un calibre de 27 cm, qui représente une part plus importante de l'armement de ces bâtiments. Par exemple, le bateau à roues à aubes Météore, emporte, en 1833, trois canon-obusier de 80 et six petites caronades. En complément des gros canons dont Paixhans avait défendu l'utilité, la Marine française se dote d'obusiers de taille moins importante, d'un calibre de 164 mm tirant des obus d'un poids standard de 30 livres et de caronades en grand nombre. Les navires de premier rang pouvant emporter jusqu'à 30 obusiers,.

### États-Unis

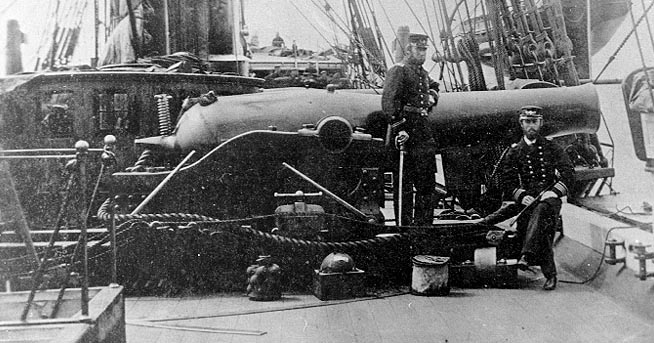
Le canon Dahlgren est conçu comme une amélioration du canon Paixhans. Ici sur le pont de l'USS Kearsarge (1861) montrant l'arrière d'un obusier « XI-inch Dahlgren ».

La United States Navy adopte le canon Paixhans, et équipe plusieurs de ses bâtiments de canons de 8 inch de 63 et 55 cwt. (en) en 1845, puis par la suite de canons de 10 inch de 86 cwt. Les canons Paixhans sont utilisés à bord du USS Constitution (armé de 4 canons Paixhans) en 1842, sous le commandement de Foxhall A. Parker, Sr. (en), ainsi qu'à bord de l'USS Mississippi (10 canons Paixhans) et de l'USS Susquehanna (6 canons Paixhans) pendant la mission du commodore Perry pour contraindre le Japon à s'ouvrir au monde occidental en 1853-1854,.
Le canon Dahlgren est développé par John A. Dahlgren en 1849, afin de remplacer les canons Paixhans :

« Paixhans had so far satisfied naval men of the power of shell guns as to obtain their admission on shipboard; but by unduly developing the explosive element, he had sacrificed accuracy and range…. The difference between the system of Paixhans and my own was simply that Paixhans guns were strictly shell guns, and were not designed for shot, nor for great penetration or accuracy at long ranges. They were, therefore, auxiliary to, or associates of, the shot-guns. This made a mixed armament, was objectionable as such, and never was adopted to any extent in France… My idea was, to have a gun that should generally throw shells far and accurately, with the capacity to fire solid shot when needed. Also to compose the whole battery entirely of such guns. »

— Amiral John A. Dahlgren  [Traduction ?]
.

### Russie
La marine impériale russe est la première à avoir recours massivement au canon Paixhans pendant un combat. Lors de la bataille de Sinope en 1853, des bâtiments russes attaquent et anéantissent une flotte turque au moyen de canon-obusiers Paixhans. Les obus explosifs parviennent à percer la coque en bois des navires turcs et explosent à l'intérieur, mettant le feu à la coque.

### Sources et bibliographie
- (en) Cet article est partiellement ou en totalité issu de l’article de Wikipédia en anglais intitulé « Paixhans gun » (voir la liste des auteurs).
- Étienne Taillemite, Henri-Joseph Paixhans et sa nouvelle force maritime, Institut de stratégie comparée, [lire en ligne]